# Albuen
 Denne artikel omhandler Albuen på Lolland. Opslagsordet har også en anden betydning, se Albuen (Sild).
Albuen er en halvø (der principielt set også kan betegnes som en ø) med form som en krum odde på Lollands vestkyst, som inddæmmer Nakskov Fjord og strækker sig ud i Langelandsbæltet. 
Albuen udgør den yderste del af den 5 km lange og mellem 20 og 200 m brede sandtange Dragene. Fra 1400-1500-tallet og indtil et godt stykke op i 1900-tallet var Albuen Havn en betydningsfuld fiskerihavn, hvorfra der var en livlig handel i specielt perioder med sildefangst. Der findes fortsat et fyrtårn, men den tidligere lodsstation er nu nedlagt og bygningen anvendes af Naturvejledningen på Nakskov Fjord som et kombineret museum og naturcenter. 
Vegetationen er sparsom på træer og buske, og der er ikke meget læ når blæsten trækker ind fra havet. Til gengæld er der et rigt fugleliv, og dele af området omkring Albuen er et beskyttet fuglereservat. Den regionale cykelrute Paradisruten, som følger Lollands sydkyst går fra Albuen til Nykøbing F. (Regional cykelrute nr. 38).